# Stebbins (cráter)

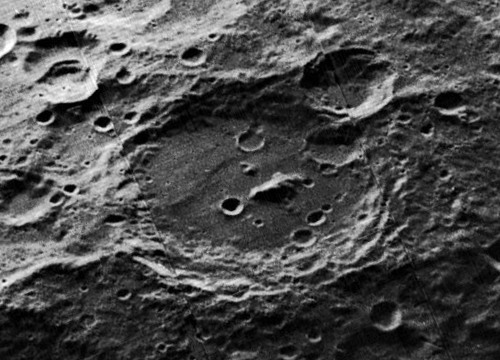
Imagen oblicua de la misión Lunar Orbiter 5

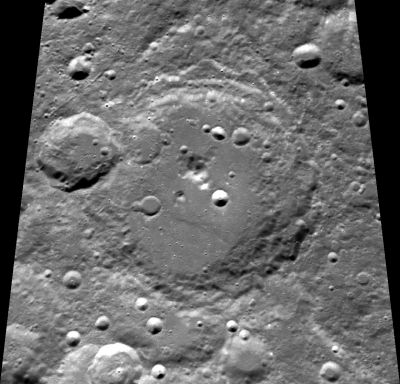
Fotografía de la misión Clementine (1994)

Stebbins es un gran cráter de impacto perteneciente a la cara oculta de la Luna. Se encuentra en el borde norte-noreste del cráter aún más grande Birkhoff, con alrededor de un tercio de Stebbins atravesando el interior de Birkhoff. Al norte de Stebbins se halla Hippocrates, más pequeño, y al oeste aparece Sommerfeld.
Es un cráter desgastado y erosionado, con impactos más pequeños en el contorno del borde y el interior. El más notable de éstos es un pequeño cráter que atraviesa el borde en su sector noroeste. El suelo interior es relativamente plano, con una cresta central desplazada al noreste del punto medio. Al sureste de esta cordillera se encuentra un pequeño cráter, y al suroeste aparece una pequeña colina y el borde exterior de un cráter parcialmente sumergido por la lava.

## Cráteres satélite
Por convención estos elementos son identificados en los mapas lunares poniendo la letra en el lado del punto medio del cráter que está más cerca de Stebbins.
|          | \| Stebbins \| Coordenadas \| Diámetro \| \| -------- \| ------------------------------- \| -------- \| \| C \| 67°42′N 133°36′O / 67.7, -133.6 \| 39 km \| \| U \| 65°24′N 147°36′O / 65.4, -147.6 \| 44 km \| |          |
| Stebbins | Coordenadas | Diámetro |
| C        | 67°42′N 133°36′O / 67.7, -133.6 | 39 km    |
| U        | 65°24′N 147°36′O / 65.4, -147.6 | 44 km    |